# Kullans naturreservat
Kullan är ett naturreservat i Olofströms kommun i Blekinge län.
Reservatet är skyddat sedan 2003 och omfattar 41 hektar. Det är beläget 1 km söder om Vilshult och består främst av betesmarker.

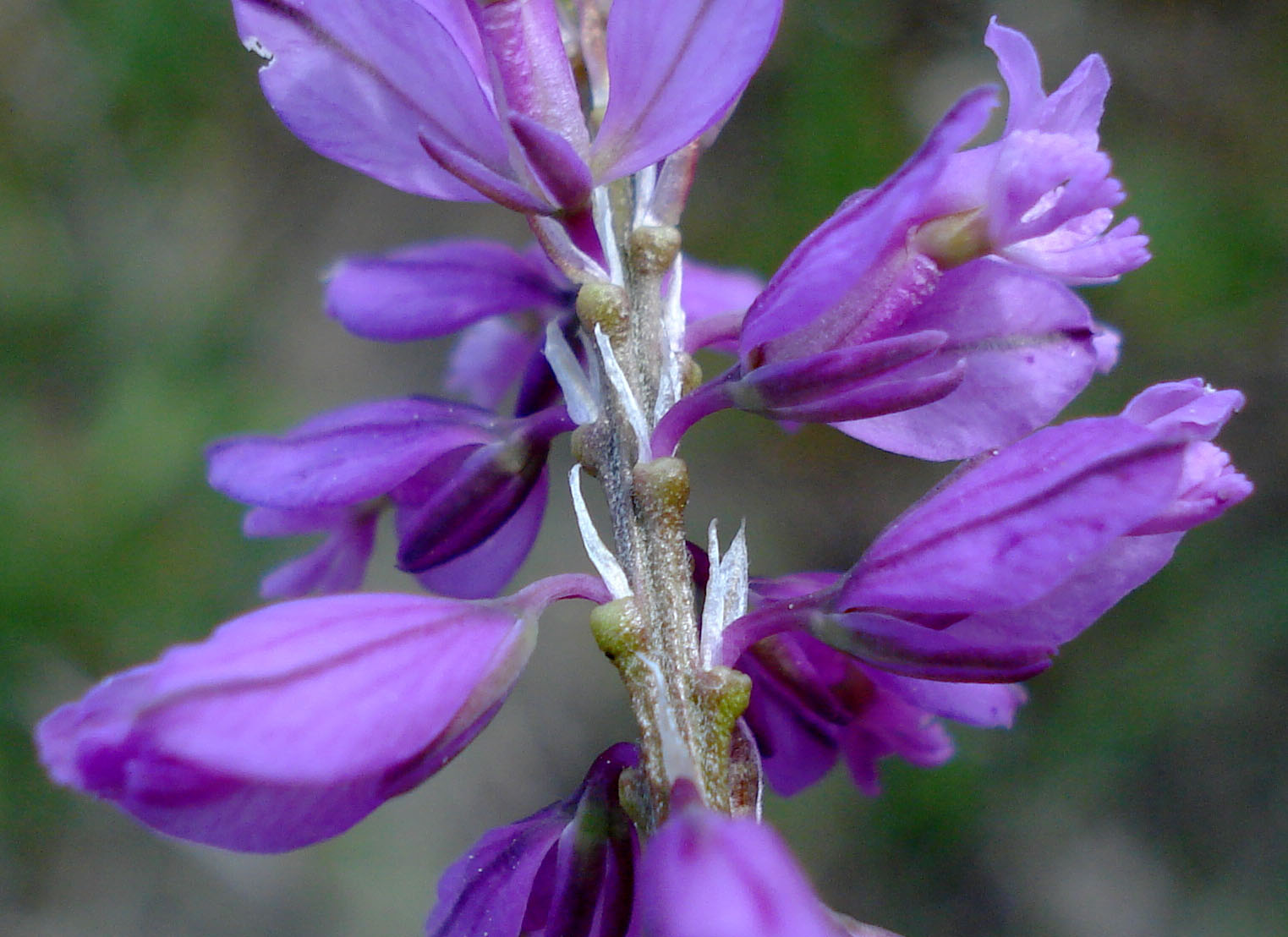
Jungfrulin

Landskapsbilden vittnar om forna tiders markanvändning med slåtter, åkerbruk och bete. Betesdjur håller nu landskapet öppet. Hagmarkerna är artrika. Över 200 kärlväxter och svampar har funnits och noterats i området. Där kan man på sommaren se slåttergubbe, jungfrulin, kattfot, nattviol och Jungfru Marie nycklar.
Den tidigare markanvändningen har lämnat spår efter sig som stenmurar, odlingsrösen, äldre väg- och stigsystem, en stensatt grop och en tjärdal. Vid gården finns träd som bär spår av hamling.
I områdets norra del växer avenbok, lind, lönn och björk. Den södra delen är till en del utdikad på 1800-talet men en mindre sjö finns kvar, Kopparesjön.
Naturreservatet ingår i EU:s ekologiska nätverk, Natura 2000. 